# Віняйш (парафія)
Віняйш (порт. Vinhais; МФА: [vi.ˈɲajʃ]) — парафія в Португалії, у муніципалітеті Віняйш. Розташована в північно-східній частині країни, на теренах історичної португальської провінції Трансмонтана. Входить до складу округу Браганса. За адміністративним поділом, чинним до 1976 року, терени парафії були складовою провінції Трансмонтана і Верхнє Дору. Належить до Брагансько-Мірандської діоцезії Католицької церкви. Патрон — Діва Марія. Площа — 32,0133 км². Населення — 2245 ос. (2011). Слабо урбанізований регіон. Густота населення — 70,13 осіб/км²
. Код — 041235.

## Населення
| Кількість мешканців | Кількість мешканців | Кількість мешканців | Кількість мешканців | Кількість мешканців | Кількість мешканців | Кількість мешканців | Кількість мешканців | Кількість мешканців | Кількість мешканців | Кількість мешканців | Кількість мешканців | Кількість мешканців | Кількість мешканців | Кількість мешканців |
| ------------------- | ------------------- | ------------------- | ------------------- | ------------------- | ------------------- | ------------------- | ------------------- | ------------------- | ------------------- | ------------------- | ------------------- | ------------------- | ------------------- | ------------------- |
| 1864                | 1878                | 1890                | 1900                | 1911                | 1920                | 1930                | 1940                | 1950                | 1960                | 1970                | 1981                | 1991                | 2001                | 2011                |
| 1 936               | 1 951               | 1 913               | 1 841               | 2 184               | 1 908               | 2 380               | 2 726               | 2 911               | 3 179               | 2 310               | 2 475               | 2 172               | 2 382               | 2 245               |